# هیئت علمیه
هیئت علمیه گروه سیاسی مجتهدان در مجلس سوم به رهبری سید حسن مدرس بود.
به گفته تورج دریایی، این گروه خود را حزب در نظر نمی‌گرفت و «خط تندرو راست‌ها بر ضد دموکرات‌ها» بود. این گروه با سیاست مرکزگرایی دولت، سکولارسازی قانون مجازات، مالیات بر دارایی، خدمت وظیفه عمومی و حق رأی زنان مخالف بود.